# Nae ttal, Geum Sa-wol
Nae ttal, Geum Sa-wol (내 딸, 금사월?, lett. "Mia figlia, Geum Sa-wol"; titolo internazionale My Daughter, Geum Sa-wol) è una serie televisiva sudcoreana trasmessa su MBC dal 5 settembre 2015 al 28 febbraio 2016.
Seppure la serie abbia registrato alti indici d'ascolto, chiudendo con un indice di share nazionale al 33,6%, è stata descritta dai critici come "assurdamente irrealistica".

## Trama
Da giovane, Shin Deuk-ye ha avuto una relazione con il ricco Oh Min-ho e ha dato alla luce una figlia segreta, Sa-wol, che è però stata scambiata con un'altra bambina, Hye-sang, all'ospedale. La donna ha poi sposato l'ex autista della sua famiglia, mentre Min-ho si è accasato con la migliore amica di Deuk-ye, Han Ji-hye, all'oscuro di quanto successo tra i due. Sa-wol e Hye-sang sono invece finite in orfanotrofio e sono cresciute come sorelle insieme a un'altra bambina di nome Oh-wol.
Un giorno, Oh Min-ho arriva alla struttura per adottare Hye-sang, pensando, a causa dello scambio avvenuto in ospedale, che sia sua figlia biologica. Da un test del DNA, però, Hye-sang scopre che la vera figlia è Sa-wol: volendo crescere nell'alta società, durante il crollo dell'orfanotrofio v'intrappola il direttore, che è il suo vero padre, e Oh-wol, cosicché, con la loro morte, la verità rimanga nascosta; tuttavia, quando anche Sa-wol viene adottata dalla stessa famiglia, Hye-sang inizia a vivere nel tormento, passando gli anni successivi a tormentarla e seppellire la verità, cercando di sembrare la figlia migliore, finché la sua rete di bugie, diventata sempre più estesa, diventa difficile da controllare.

## Personaggi
- Geum Sa-wol, interpretata da Baek Jin-hee e Kal So-won (da bambina)
- Kang Chan-bin, interpretato da Yoon Hyun-min e Jeon Jin-seo
Figlio di Kang Man-hoo, è stato trattato come un principe sin dall'infanzia ed è molto obbediente.
- Shin Deuk-ye, interpretata da Jeon In-hwa
Figlia unica di un famoso architetto, bella e intelligente, è la madre biologica di Sa-wol e moglie di Kang Man-hoo.
- Oh Hye-sang, interpretata da Park Se-young e Lee Na-yoon (da bambina)
- Joo Se-hoon, interpretato da Do Sang-woo, Go Woo-rim (da bambino) e Goo Seung-hyun (da giovane)
Un tempo studente modello, poiché si vergognava che suo padre fosse un usuraio, ha scelto di vivere sconsideratamente pur di dimostrare di poter vivere senza i soldi che suo padre ama tanto.
- Joo Ki-hwang, interpretato da Ahn Nae-sang
Padre di Joo Se-hoon e Lee Hong-do.
- Lee Hong-do/Joo Oh-wol, interpretata da Song Ha-yoon e Lee Do-yeon (da bambina)
Amica di Sa-wol e Hye-sang, con le quali è cresciuta.
- Kang Man-hoo, interpretato da Son Chang-min
Marito di Shin Deuk-ye, poiché sua madre lavorava come domestica della famiglia della moglie, soffre di un complesso d'inferiorità e ha quindi cresciuto suo figlio Chan-bin, avuto con l'ex moglie Choi Ma-ri, come un principe.
- Oh Min-ho, interpretato da Park Sang-won
Primo amore di Shin Deuk-ye, padre biologico di Sa-wol e marito di Han Ji-hye.
- Han Ji-hye, interpretata da Do Ji-won
Migliore amica di Shin Deuk-ye e moglie di Oh Min-ho.
- Choi Ma-ri, interpretata da Kim Hee-jung
Ex moglie di Kang Man-hoo, madre di Chan-bin, Dal-rae e Jjil-rae, spera di tornare al fianco dell'ex marito con l'aiuto del figlio.
- So Gook-ja, interpretata da Park Won-sook
Madre di Oh Min-ho.
- Kang Dal-rae, interpretata da Lee Yeon-doo, Kwak Ji-hye (da bambina) e Kim Go-eun (da giovane)
Sorella di Chan-bin.
- Kang Jjil-rae, interpretata da Kang Rae-yeon, Kim So-eun (da bambina) e Park Soo-bin (da giovane)
Sorella di Chan-bin.
- Jo Jeong-sik, interpretato da Park Jae-yi
Marito di Kang Jjil-rae.
- Im Shi-ro, interpretato da Choi Dae-chul e Jung Yun-seok (da giovane)
Marito di Lee Hong-do, padre di Mi-rang e Woo-rang.
- Yoo Kwon-soon, interpretata da Yoon Bok-in
Madre di Im Shi-ro.
- Im Mi-rang, interpretata da Kim Ji-young
Figlia di Lee Hong-do e Im Shi-ro.
- Im Woo-rang, interpretato da Lee Tae-woo
Figlio di Lee Hong-do e Im Shi-ro.
- Shin Ji-sang, interpretato da Lee Jung-gil
Padre di Shin Deuk-ye.
- Kim Hye-soon, interpretata da Oh Mi-yeon
Madre di Shin Deuk-ye.

## Ascolti
| Episodio | Data di trasmissione | Dati TNMS           | Dati TNMS                  | Dati AGB            | Dati AGB                   |
| Episodio | Data di trasmissione | A livello nazionale | Area metropolitana di Seul | A livello nazionale | Area metropolitana di Seul |
| -------- | -------------------- | ------------------- | -------------------------- | ------------------- | -------------------------- |
| 1        | 5 settembre 2015     | 14,1%               | 15,1%                      | 14,7%               | 15,8%                      |
| 2        | 6 settembre 2015     | 14,3%               | 16,1%                      | 15,9%               | 17,1%                      |
| 3        | 12 settembre 2015    | 13,9%               | 15,3%                      | 16,1%               | 17,1%                      |
| 4        | 13 settembre 2015    | 16,0%               | 17,3%                      | 17,8%               | 18,2%                      |
| 5        | 19 settembre 2015    | 16,0%               | 17,3%                      | 18,4%               | 20,7%                      |
| 6        | 20 settembre 2015    | 16,8%               | 19,0%                      | 17,9%               | 19,5%                      |
| 7        | 26 settembre 2015    | 14,4%               | 15,7%                      | 15,9%               | 16,9%                      |
| 8        | 27 settembre 2015    | 14,8%               | 15,3%                      | 16,7%               | 17,5%                      |
| 9        | 3 ottobre 2015       | 16,9%               | 17,6%                      | 18,9%               | 20,5%                      |
| 10       | 4 ottobre 2015       | 18,5%               | 18,8%                      | 20,8%               | 21,6%                      |
| 11       | 10 ottobre 2015      | 19,0%               | 19,3%                      | 21,3%               | 22,3%                      |
| 12       | 11 ottobre 2015      | 19,9%               | 21,0%                      | 22,4%               | 23,6%                      |
| 13       | 17 ottobre 2015      | 21,6%               | 24,0%                      | 21,1%               | 22,8%                      |
| 14       | 18 ottobre 2015      | 20,4%               | 23,2%                      | 22,5%               | 24,0%                      |
| 15       | 24 ottobre 2015      | 20,8%               | 22,8%                      | 21,2%               | 22,2%                      |
| 16       | 25 ottobre 2015      | 21,0%               | 23,6%                      | 23,5%               | 24,4%                      |
| 17       | 31 ottobre 2015      | 21,2%               | 23,2%                      | 22,1%               | 23,0%                      |
| 18       | 1 novembre 2015      | 21,5%               | 24,0%                      | 23,4%               | 23,8%                      |
| 19       | 7 novembre 2015      | 20,5%               | 21,0%                      | 23,5%               | 24,4%                      |
| 20       | 8 novembre 2015      | 22,7%               | 24,5%                      | 27,2%               | 28,5%                      |
| 21       | 14 novembre 2015     | 21,1%               | 22,2%                      | 24,9%               | 27,2%                      |
| 22       | 15 novembre 2015     | 21,7%               | 22,5%                      | 27,3%               | 28,9%                      |
| 23       | 21 novembre 2015     | 19,7%               | 22,1%                      | 23,9%               | 25,3%                      |
| 24       | 22 novembre 2015     | 24,4%               | 26,3%                      | 26,7%               | 26,9%                      |
| 25       | 2 novembre 2015      | 20,8%               | 22,3%                      | 25,9%               | 27,2%                      |
| 26       | 29 novembre 2015     | 22,6%               | 24,7%                      | 27,3%               | 28,3%                      |
| 27       | 5 dicembre 2015      | 20,9%               | 22,8%                      | 24,5%               | 26,2%                      |
| 28       | 6 dicembre 2015      | 23,0%               | 25,3%                      | 28,3%               | 29,2%                      |
| 29       | 12 dicembre 2015     | 21,6%               | 23,0%                      | 25,0%               | 25,9%                      |
| 30       | 13 dicembre 2015     | 22,0%               | 23,2%                      | 27,8%               | 28,6%                      |
| 31       | 19 dicembre 2015     | 21,8%               | 22,8%                      | 27,9%               | 30,2%                      |
| 32       | 20 dicembre 2015     | 22,9%               | 23,5%                      | 29,7%               | 31,0%                      |
| 33       | 26 dicembre 2015     | 22,8%               | 22,5%                      | 28,3%               | 29,4%                      |
| 34       | 27 dicembre 2015     | 23,5%               | 24,7%                      | 32,0%               | 33,1%                      |
| 35       | 2 gennaio 2016       | 25,1%               | 25,7%                      | 28,5%               | 29,4%                      |
| 36       | 3 gennaio 2016       | 26,5%               | 27,5%                      | 30,5%               | 31,5%                      |
| 37       | 9 gennaio 2016       | 29,3%               | 30,5%                      | 30,7%               | 32,5%                      |
| 38       | 10 gennaio 2016      | 29,7%               | 31,4%                      | 31,8%               | 33,1%                      |
| 39       | 16 gennaio 2016      | 31,2%               | 33,0%                      | 31,7%               | 33,5%                      |
| 40       | 17 gennaio 2016      | 31,8%               | 33,2%                      | 31,3%               | 31,6%                      |
| 41       | 24 gennaio 2016      | 31,6%               | 32,1%                      | 32,2%               | 33,4%                      |
| 42       | 30 gennaio 2016      | 34,5%               | 34,3%                      | 34,9%               | 35,5%                      |
| 43       | 31 gennaio 2016      | 34,9%               | 35,0%                      | 34,4%               | 35,5%                      |
| 44       | 6 febbraio 2016      | 32,4%               | 32,4%                      | 32,6%               | 33,3%                      |
| 45       | 7 febbraio 2016      | 31,9%               | 31,7%                      | 30,5%               | 31,1%                      |
| 46       | 13 febbraio 2016     | 34,7%               | 35,9%                      | 34,9%               | 36,4%                      |
| 47       | 14 febbraio 2016     | 33,8%               | 34,6%                      | 33,4%               | 34,9%                      |
| 48       | 20 febbraio 2016     | 31,9%               | 31,7%                      | 33,0%               | 34,6%                      |
| 49       | 21 febbraio 2016     | 33,8%               | 34,1%                      | 33,4%               | 34,0%                      |
| 50       | 27 febbraio 2016     | 32,4%               | 33,0%                      | 33,6%               | 35,8%                      |
| 51       | 28 febbraio 2016     | 33,5%               | 34,2%                      | 33,6%               | 34,6%                      |
| Media    | Media                | 23,7%               | 24,9%                      | 26,0%               | 27,3%                      |

## Colonna sonora
1. Go to Los Angeles (나성에 가면) – Hoon J ed Effect Kim dei T.L Crow
2. I Love You Today (사랑해 오늘도) – Yoon Hyun-min
3. Me First (내가 먼저) – leeSA

## Riconoscimenti
| Anno | Premio             | Categoria                                                                | Ricevente     | Risultato       |
| ---- | ------------------ | ------------------------------------------------------------------------ | ------------- | --------------- |
| 2015 | APAN Star Awards   | Miglior attrice bambina                                                  | Kal So-won    | Vincitore/trice |
| 2015 | MBC Drama Awards   | Gran premio (Daesang)                                                    | Jeon In-hwa   | Candidato/a     |
| 2015 | MBC Drama Awards   | Drama dell'anno                                                          |               | Candidato/a     |
| 2015 | MBC Drama Awards   | Premio alla massima eccellenza, attrice in un progetto di drama speciale | Jeon In-hwa   | Vincitore/trice |
| 2015 | MBC Drama Awards   | Premio all'eccellenza, attore in un progetto di drama speciale           | Son Chang-min | Vincitore/trice |
| 2015 | MBC Drama Awards   | Premio all'eccellenza, attore in un progetto di drama speciale           | Yoon Hyun-min | Candidato/a     |
| 2015 | MBC Drama Awards   | Premio all'eccellenza, attrice in un progetto di drama speciale          | Baek Jin-hee  | Candidato/a     |
| 2015 | MBC Drama Awards   | Premio all'eccellenza, attrice in un progetto di drama speciale          | Park Won-sook | Candidato/a     |
| 2015 | MBC Drama Awards   | Miglior attore di supporto in un progetto di drama speciale              | Choi Dae-chul | Candidato/a     |
| 2015 | MBC Drama Awards   | Miglior attrice di supporto in un progetto di drama speciale             | Do Ji-won     | Candidato/a     |
| 2015 | MBC Drama Awards   | Miglior nuovo attore in un progetto di drama speciale                    | Yoon Hyun-min | Vincitore/trice |
| 2015 | MBC Drama Awards   | Miglior nuovo attore in un progetto di drama speciale                    | Do Sang-woo   | Candidato/a     |
| 2015 | MBC Drama Awards   | Miglior nuova attrice in un progetto di drama speciale                   | Park Se-young | Candidato/a     |
| 2015 | MBC Drama Awards   | Miglior nuova attrice in un progetto di drama speciale                   | Song Ha-yoon  | Candidato/a     |
| 2015 | MBC Drama Awards   | Miglior giovane attrice                                                  | Kal So-won    | Vincitore/trice |
| 2015 | MBC Drama Awards   | Premio migliori dieci stelle                                             | Baek Jin-hee  | Vincitore/trice |
| 2016 | Korea Drama Awards | Premio alla massima eccellenza, attrice                                  | Baek Jin-hee  | Vincitore/trice |
| 2016 | Korea Drama Awards | Premio all'eccellenza, attrice                                           | Park Se-young | Vincitore/trice |